# FF Giza

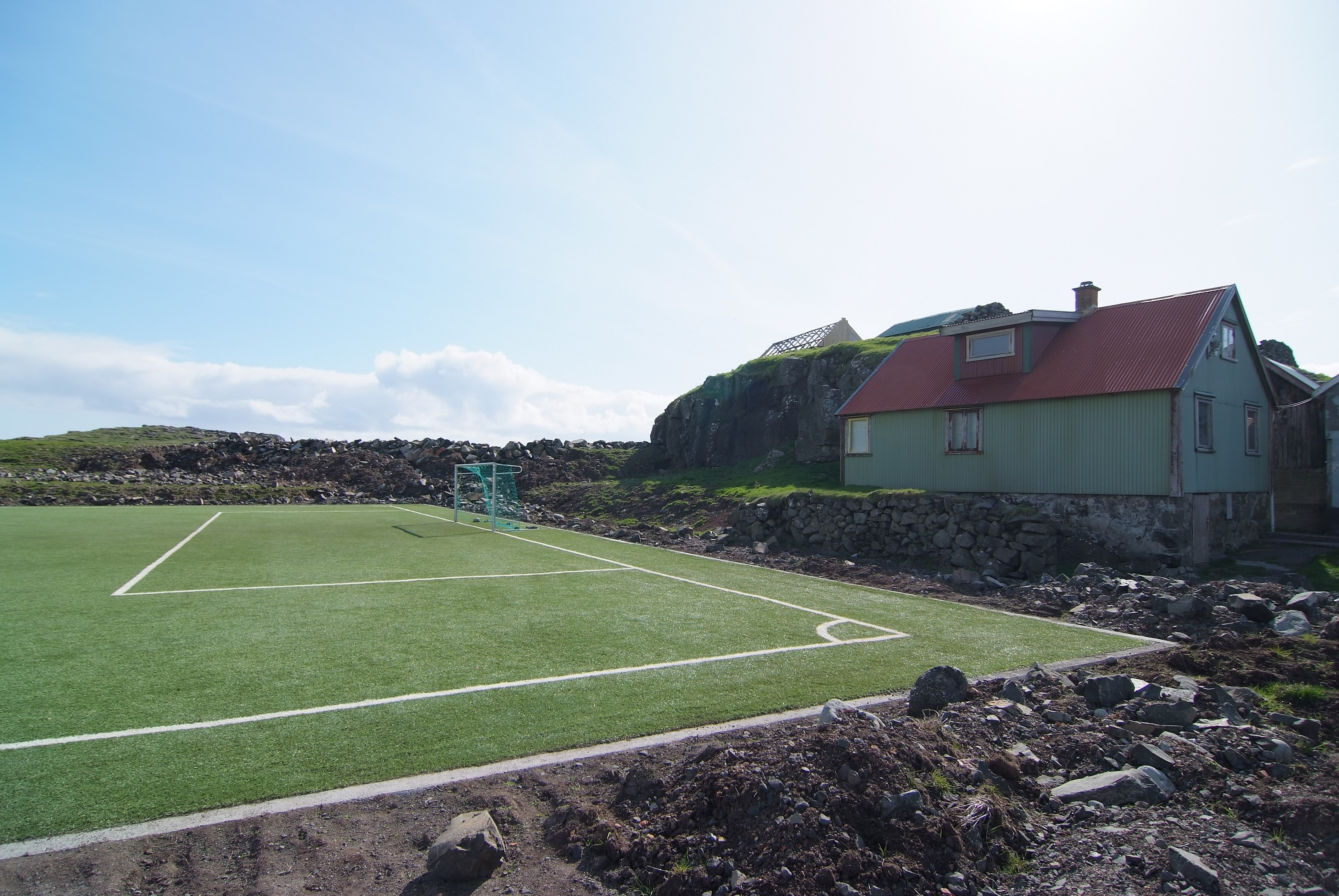
A nólsoyi futballpálya

Az FF Giza, teljes nevén Fótboltsfelagið Giza (korábban Nólsoyar Ítróttarfelag, röviden NÍF) egy feröeri labdarúgóklub. A Feröeri labdarúgó-bajnokság negyedosztályában játszik.

## Történelem
A klubot 1968. január 1-jén alapították Nólsoyar Ítróttarfelag néven.
Korábban Nólsoy csapata volt, de mivel már egyik játékosa sem lakott a szigeten, 2010. január 1-től nevét FF Gizára változtatta, és székhelyét a fővárosba, Tórshavnba tette át.

### Külső hivatkozások
- Hivatalos honlap (feröeri)
- Profil, Feröeri Labdarúgó-szövetség (feröeri)